# سكويزي
لوكاس هوشارد ، ولد في في فيتري سور سين، المعروف تحت اسم مستعار (Squeezie) سْكوِيزِي هو يوتوبر فرنسي من محبي ألعاب الفيديو يقوم  بنشر الفيديوهات على اليوتيوب منذ عام 2011 حول الألعاب و قصص الرعب ، هو ثالث أكثر فرانكوفوني (ناطق بالفرنسية) مشاهدة على اليوتيوب فقد تجاوز أكثر من تسع عشر مليون مشترك. و هو ثاني أكبر اليوتيوبر الفرنسيين من ناحية عدد المشتركين بعد تيبو انشاب .

## روابط خارجية
- سكيزي على موقع IMDb (الإنجليزية)
- سكيزي على موقع ألو سيني (الفرنسية)
- سكيزي على موقع ميوزك برينز (الإنجليزية)
- سكيزي على موقع ميوزك برينز (الإنجليزية)
- سكيزي على موقع أول ميوزيك (الإنجليزية)
- سكيزي على موقع ديسكوغز (الإنجليزية)
- سكيزي على موقع قاعدة بيانات الفيلم (الإنجليزية)